# Maccabi Netanya FC
El Maccabi Netanya FC (en hebreu: מועדון כדורגל מכבי נתניה), Moadon Kaduregel Maccabi Netanya) és un club de futbol Israelià de la ciutat de Netanya.

## Història
Va ser fundat l'any 1934. El seu primer unforme era verd i blanc a franges verticals. L'any 
1975 adoptà els colors groc i negre. Els anys daurats del clubs foren entre 1970 i mitjans dels 80. Durant aquests anys guanyà cinc lligues i una copa.

## Palmarès
- Lliga israeliana de futbol 1970/71, 1973/74, 1977/78, 1979/80, 1982/83
- Copa israeliana de futbol 1978
- Copa Toto (Liga Leumit) 2005

## Jugadors destacats
| - Oded Machnes - Gad Machnes - Mordechai Spiegler - Tal Banin - Isaac Wisocer - David Lavi - Ha'im Bar - Shraga Bar - Albert Gazal - Moshe Gariani - David Pizanti - Podi Halfon - Liran Strauber - Guy Zarfati - Kobi Hassan - Kobi Baladev - Michael Kadosh - Shay Holtzman - Klemi Saban - Baruch Hassan - Ori Uzan - Ravid Gazal - Avi Peretz - Dani Et'zioni - Yigal Menahem | - Shalom Tikva - Avi Tikva - Beni Lam - Shlomo Shirazi - Victor Sarusi - Reuven Atar - Albert Nakash - Shay Biruk - Amir Shelach - Itzik Zohar - Roni Levi - Avishai Jano - Dedi Ben Dayan - Ofer Talker - Israel Zviti - Sebastian Rozental - Nicolas Tauber - Leonard Krupnik - László Ze - István Hamar - Jarosław Araszkiewicz - Marius Bundea - Adrian Pitu - Daniel Dumitresco | - Viorel Tănase - Adrian De-Geman - Okocha - Imoro Lokman - Ibrahim Abdul Razak - Ishmael Ado - Toni Toklomety - Mazuwa Nsumbu - Jeff Tutuana - Alain Masudi - Papi Kimoto - Peter Cargill - Ruslan Liubarskyi - Luis Marin - Mauricio Solis - Slobodan Drapić - Vladimir Kužul - Martin Fěşko - Stefan Věrnaiş - Drako Raik Sudar - Juşko Bilić - Christian Berera - Talas Shot - Moussa Sanogo - Georges Ba |